# John Almon
John Almon (Liverpool, 17 de dezembro de 1737 – 12 de dezembro de 1805) foi um jornalista e escritor inglês, que se interessava em escrever sobre assuntos políticos, notável por seus esforços para assegurar o direito de publicar relatos sobre os debates no Parlamento.

## Biografia
Almon nasceu em Liverpool e estudou em Warrington, Cheshire. Trabalhou como aprendiz (março de 1751) para um editor e livreiro em Liverpool. Em setembro de 1758, deixou sua cidade natal para visitar os Países Baixos e várias outras partes da Europa, e no ano seguinte obteve o emprego em Londres como tipógrafo. Ali, Almon rapidamente se familiarizou com os livreiros, que descobriram suas habilidades de escritor, e de observador inteligente dos acontecimentos do dia.
Almon já havia produzido vários panfletos, quando, em janeiro de 1761, o Sr. Say, editor e proprietário do Gazetteer, contratou-o com um salário fixo, a fim de melhor enfrentar a concorrência com o Public Ledger. Algumas das cartas de Almon para o Gazetteer foram reimpressas em um volume. Após a morte de Jorge II, Almon produziu A Review of his late Majesty's Reign, e escreveu, após a renúncia do William Pitt, em outubro de 1761, A Review of Mr. Pitt's Administration, que possibilitou a ele ser apresentado a vários ilustres membros da oposição. Lorde Temple decidiu uma vez patrociná-lo, e depois fez dele o assistente pessoal (factotum) do seu partido. Edmund Burke e outros membros da oposição aprenderam a colocar a máxima confiança em sua habilidade e discrição. Em um curto espaço de tempo Almon foi capaz de cortar a sua ligação com o Gazetteer, e se estabelecer em Piccadilly, na região central de Londres, como vendedor de livros e panfletos. Foi nomeado livreiro do clube de oposição, The Coterie. A grande afluência de negócios resultou no aumento de sua fama. Uma série de panfletos da oposição continuou a ser publicada em sua casa; e como as despesas eram geralmente pré-pagas, e ele detinha todos os lucros das vendas, sua fortuna estava assegurada.
Foi, no entanto, como o amigo e confidente de John Wilkes que Almon tornou-se mais distinto. Seu contato começou em outubro de 1761, e, desde essa data até a morte de Wilkes em 1797, eles continuaram nas condições mais amigável e afetuosa. Almon considerava Wilkes como outro John Hampden ou Algernon Sidney; Wilkes chamava Almon de seu “amigo, e um livreiro honesto e digno”. Durante a viagem de Wilkes à França, eles se corresponderam mais assiduamente, apesar de terem sido obrigados a recorrer à ajuda de amigos que viajam e de outros, a fim de evitar os correios de espionagem. Muitas das cartas de Almon ainda existem, embora ainda não publicadas, e elas mostram que ele foi um comerciante muito cuidadoso, ainda que totalmente sincero em suas opiniões políticas. Deu apoio entusiasta a Wilkes e a seus defensores, durante sua luta com os ministros, e, naturalmente, não escapou inteiramente das consequências. Em 1770, pelo crime de vender uma cópia do Museu de Londres (que continha uma reimpressão das Letters of Junius ao rei Jorge III), foi condenado e, finalmente, multado e obrigado a se manter no bom comportamento por dois anos. Pouco depois publicou “O julgamento de John Almon”, o que, naturalmente reproduziu as Letters of Junius disfarçada de informação ao Procurador-geral.
Almon não se limitou à publicação de escritos de outras pessoas. Escreveu ou editou uma série de obras diversas, que foram mais ou menos bem sucedidas em atender ao gosto do público. A History of the late Minority, publicado em 1765, teve uma venda de muitos milhares de cópias, e foi mais do que uma vez reimpresso. O Political Register, um periódico surgido em maio de 1767, foi interrompido após o segundo volume, por ter ofendido altas autoridades. O New Foundling Hospital for Wit e o Asylum for Fugitive Pieces foram coleções de um caráter mais leve, contribuído por ele próprio e outros. Algumas efusões de Wilkes permanecem desconhecidas nessas publicações periódicas. A Collection of all the Treaties of Peace, Alliance, and Commerce, between Great Britain and other Powers, from the Revolution in 1688 to 1771, foi duas vezes reproduzida, com adições. Sobre o ano de 1771, Almon foi habilitado por seus amigos parlamentares para escrever um breve esboço do debate de cada dia, que ele reproduzia regularmente no London Evening Post. Em 1774 ele começou o primeiro registro mensal de processo no Parlamento, sob o título de The Register Parlamentar; e posteriormente imprimiu um resumo dos debates de 1742 até o início de seu Register.
Tendo acumulado uma fortuna moderada, Almon entregou seu negócio nas mãos de John Debrett no início do ano de 1781, e retirou-se para Boxmoor em Hertfordshire, onde se ocupou com várias compilações. Mas a aposentadoria se mostrou aborrecida para ele, e retornou a Londres em 1784, tornou-se proprietário e editor do General Advertiser e recomeçou os negócios na Fleet Street 183. Foi depois por dois anos um vereador comum. Em 1786 foi julgado perante o Conde de Mansfield por difamação; e isso, junto com o duvidoso sucesso de seu jornal, o colocou em tais dificuldades financeiras que ele foi obrigado a viver na França por um tempo. Por fim, retirou-se novamente para Boxmoor, vivendo do que restava de sua fortuna e ocupando seus últimos anos com uma edição de Junius e algumas outras obras.
Seu último trabalho foi uma edição da correspondência de John Wilkes, com um livro de memórias (1805). Morreu em 12 de dezembro de 1805. As obras de Almon, muitas das quais publicadas anonimamente, não têm grande mérito literário, mas são de grande valor para o estudioso da história política do período.
Almon foi casado duas vezes, primeiro, em 1760, com Elizabeth Jackson, que lhe deu dez filhos, e morreu em 1781. Sua segunda esposa foi a Sra. Parker, viúva do proprietário do General Advertiser.

## Obras
Além das obras já mencionadas, Almon ou escreveu ou editou:
- The Conduct of a late Noble Commander examined (1759).
- A Military Dictionary, publicado em números semanais, em fólios (aproximadamente em 1760).
- A History of the Parliament of Great Britain from the Death of Queen Anne to the Death of George II.
- An Impartial History of the late War, from 1749 to 1763.
- A Review of Lord Bute's Administration (1763).
- A Letter to J. Kidgell, containing a full Answer to his Narrative (relativo a Essay on Woman de Wilkes).
- A Collection of the Protests of the House of Lords (1772).
- A Letter to the Earl of Bute (? 1772).
- The Remembrancer, uma coleção mensal de documentos relacionados com a independência americana, etc.
- A Letter to the Right Hon. Charles Jenkinson, e A Letter to the Interior Cabinet (1782).
- Free Parliaments (1783).
- The Causes of the present Complaints (1793).
- Anecdotes of the Life of the Right Hon. Wm. Pitt, Earl of Chatham.
- Biographical, Literary, and Political Anecdotes of several of the most eminent persons of the present age (1797).
- The Correspondence of the late John Wilkes with his Friends, printed from the original MSS., in which is introduced memoirs of his life (5 vols., 1805).